# Little Red (gruppo musicale)
I Little Red sono stati un gruppo musicale australiano, formatosi a Melbourne e attivo dal 2005 al 2012.

## Formazione
- Dominic Byrne – voce, chitarra, tastiera, percussioni
- Adrian Beltrame – chitarra, cori
- Quang Dinh – basso, cori
- Tom Hartney – tastiera, armonica, percussioni, cori
- Taka Honda – batteria, percussioni

## Discografia

### Album in studio
- 2008 – Listen to Little Red
- 2010 – Midnight Remember

### EP
- 2008 – Get Ready!